# چشم‌براه (فیلم)
چشم‌به‌راه فیلمی به کارگردانی و نویسندگی عطاءالله زاهد محصول سال ۱۳۳۷ است.

## خلاصه داستان
زنی برای نجات زندگی خواهرش که قبلاً معشوقی داشته ـ اتهام داشتن معشوق را پذیرفته و برای تبرئهٔ خود تلاشی نمی‌کند ـ نتیجه به از هم پاشیدن زندگیش منتهی می‌شود ولی سرانجام نامه‌ای به دست می‌آید که واقعیت آشکار می‌گردد و زن فداکار، به خانوده اش بازمی‌گردد..

## بازیگران
- ایرن زازیانس
- تهمینه
- حیدر صارمی
- احمد قدکچیان
- عطاءالله زاهد
- پرخیده
- سیروس سعیدی
- اشرف کاشانی
- خسرو طوفان پور
- پرویز طوفان پور
- نیکتاج صبری
- محسن مهدوی